# Dalechampia capensis
Dalechampia capensis är en törelväxtart som beskrevs av Anton Sprengel. Dalechampia capensis ingår i släktet Dalechampia och familjen törelväxter. Inga underarter finns listade i Catalogue of Life.